# كايلر موراي
كايلر موراي (مواليد 7 أغسطس 1997) هو لاعب كرة قدم أمريكية يلعب في نادي أريزونا كاردينالز.